# 堪萨斯州县级行政区列表
美国堪薩斯州總共有105個縣，為美國各州縣份數量第六多的州。此州東半部的縣份多數是以18世紀末期至19世紀中葉時期的美國著名人物來命名，而中部及西半部的縣份多數是以南北战争時期的人物來命名，另外也有一些縣份是以當地美洲原住民族群來命名。堪薩斯州的縣份皆無使用兩個單字來命名。每個經由州政府核准發放的車牌包含各縣兩個字母縮寫。

## 縣份列表
| 县           | FIPS代码 | 縣城           | 建立 | 起源                                           | 辭源                                                                                         | 縣份代碼 | 人口    | 面积                            | 地图                         |
| ------------ | -------- | -------------- | ---- | ---------------------------------------------- | -------------------------------------------------------------------------------------------- | -------- | ------- | ------------------------------- | ---------------------------- |
| 艾倫縣       | 001      | 愛奧拉         | 1855 | 最早的36縣之一                                 | 以來自俄亥俄州、支持西進運動的美國參議員威廉·艾倫命名                                        | AL       | 13,319  | 503平方英里 （1,303平方公里）   | 標示出艾倫縣位置的地圖       |
| 安德森縣     | 003      | 加尼特         | 1855 | 最早的36縣之一                                 | 以堪薩斯領地立法者、「堪萨斯内战」時期的邊境流氓約瑟夫·C·安德森（Joseph C. Anderson）命名    | AN       | 7,917   | 583平方英里 （1,510平方公里）   | 標示出安德森縣位置的地圖     |
| 艾奇遜縣     | 005      | 艾奇遜         | 1855 | 最早的36縣之一                                 | 以來自密蘇里州的美國參議員、「堪萨斯内战」時期的邊境流氓戴维·赖斯·艾奇逊命名                 | AT       | 16,813  | 432平方英里 （1,119平方公里）   | 標示出艾奇遜縣位置的地圖     |
| 巴伯縣       | 007      | 梅迪辛洛奇     | 1867 | 源自未建制的地區                               | 以在瓦卡魯薩戰爭中被殺害的自由州傑出居民托馬斯·W·巴伯（Thomas W. Barber）命名                | BA       | 4,861   | 1,134平方英里 （2,937平方公里） | 標示出巴伯縣位置的地圖       |
| 巴頓縣       | 009      | 大本德         | 1867 | 源自未建制的地區                               | 以美國紅十字會創辦人克拉拉·巴頓命名                                                          | BT       | 27,557  | 894平方英里 （2,315平方公里）   | 標示出巴頓縣位置的地圖       |
| 波旁縣       | 011      | 斯科特堡       | 1855 | 最早的36縣之一                                 | 肯塔基州波旁縣                                                                               | BB       | 14,897  | 637平方英里 （1,650平方公里）   | 標示出波旁縣位置的地圖       |
| 布朗縣       | 013      | 海厄瓦薩       | 1855 | 最早的36縣之一（前稱布朗縣）                   | 以來自密西西比州、提倡建立堪薩斯州的美國參議員阿爾伯特·布朗·加勒廷命名                       | BR       | 9,881   | 571平方英里 （1,479平方公里）   | 標示出布朗縣位置的地圖       |
| 巴特勒縣     | 015      | 埃爾多拉多     | 1855 | 最早的36縣之一                                 | 以來自南卡羅來納州、提倡建立堪薩斯州的美國參議員安德魯·皮肯斯·巴特勒命名                     | BU       | 65,827  | 1,428平方英里 （3,699平方公里） | 標示出巴特勒縣位置的地圖     |
| 蔡斯縣       | 017      | 卡頓伍德福爾斯 | 1859 | 自巴特勒縣、懷斯縣分設                         | 以來自俄亥俄州、提倡建立堪薩斯州的美國參議員薩蒙·波特蘭·蔡斯命名                             | CS       | 2,757   | 776平方英里 （2,010平方公里）   | 標示出蔡斯縣位置的地圖       |
| 學托擴縣     | 019      | 色當           | 1875 | 自霍華德縣分設                                 | 紐約州學托擴縣                                                                               | CQ       | 3,571   | 642平方英里 （1,663平方公里）   | 標示出學托擴縣位置的地圖     |
| 切羅基縣     | 021      | 哥倫布         | 1855 | 最早的36縣之一（前稱麥吉縣）                   | 切羅基族，該族群的領地位在此縣附近                                                           | CK       | 21,226  | 587平方英里 （1,520平方公里）   | 標示出切羅基縣位置的地圖     |
| 夏延縣       | 023      | 聖弗朗西斯     | 1873 | 源自未建制的地區                               | 以居住於此地區的原住民族夏延族命名                                                           | CN       | 2,678   | 1,020平方英里 （2,642平方公里） | 標示出夏延縣位置的地圖       |
| 克拉克縣     | 025      | 亞士蘭         | 1885 | 自福德縣分設                                   | 以在南北戰爭時期的堪薩斯州第六志願騎兵團團長查爾斯·F·克拉克（Charles F. Clarke）命名         | CA       | 2,181   | 975平方英里 （2,525平方公里）   | 標示出克拉克縣位置的地圖     |
| 克莱县       | 027      | 克萊森特       | 1857 | 源自未建制的地區                               | 以來自肯塔基州且具有影響力的美國參議員亨利·克萊命名                                          | CY       | 8,531   | 644平方英里 （1,668平方公里）   | 標示出克莱县位置的地圖       |
| 克勞德縣     | 029      | 康科迪亞       | 1866 | 自華盛頓縣（前稱雪莉縣）分設                   | 以美國內戰時期的軍官威廉·F·克勞德命名                                                        | CD       | 9,397   | 716平方英里 （1,854平方公里）   | 標示出克勞德縣位置的地圖     |
| 科菲縣       | 031      | 伯靈頓         | 1855 | 最早的36縣之一                                 | 以堪薩斯內戰時期的立法者及自由州居民A·M·科菲（A.M. Coffey）命名                              | CF       | 8,502   | 630平方英里 （1,632平方公里）   | 標示出科菲縣位置的地圖       |
| 科曼奇縣     | 033      | 科爾德沃特     | 1867 | 源自未建制的地區                               | 以居住於此地區的原住民族科曼奇族命名                                                         | CM       | 1,913   | 788平方英里 （2,041平方公里）   | 標示出科曼奇縣位置的地圖     |
| 考利縣       | 035      | 溫菲爾德       | 1867 | 自巴特勒縣分設                                 | 以聯邦中將、內戰時期傑出英雄馬修·R·考利（Matthew R. Cowley）命名                             | CL       | 36,288  | 1,126平方英里 （2,916平方公里） | 標示出考利縣位置的地圖       |
| 克勞福德縣   | 037      | 吉拉德         | 1867 | 自波旁縣、切羅基縣分設                         | 以堪薩斯州第三任州長塞繆爾·J·克勞福德命名                                                    | CR       | 39,361  | 593平方英里 （1,536平方公里）   | 標示出克勞福德縣位置的地圖   |
| 第開特縣     | 039      | 奧伯林         | 1873 | 源自未建制的地區                               | 以海軍準將、1812年戰爭英雄史提芬·第開特命名                                                  | DC       | 2,871   | 894平方英里 （2,315平方公里）   | 標示出第開特縣位置的地圖     |
| 迪金森县     | 041      | 阿比林         | 1857 | 源自未建制的地區                               | 以來自紐約州、提倡建立堪薩斯州的美國參議員丹尼爾·史蒂文斯·迪金森命名                         | DK       | 19,762  | 848平方英里 （2,196平方公里）   | 標示出迪金森县位置的地圖     |
| 多尼芬縣     | 043      | 特洛伊         | 1855 | 最早的36縣之一                                 | 以美墨戰爭英雄、在「堪薩斯內戰」中支持奴隸制者亞歷山大·威廉·多尼芬命名                       | DP       | 7,864   | 392平方英里 （1,015平方公里）   | 標示出多尼芬縣位置的地圖     |
| 道格拉斯縣   | 045      | 勞倫斯         | 1855 | 最早的36縣之一                                 | 以來自伊利諾州、於堪薩斯州奴隸制爭辯中提倡人民主權的美國參議員史蒂芬·A·道格拉斯命名          | DG       | 112,864 | 457平方英里 （1,184平方公里）   | 標示出道格拉斯縣位置的地圖   |
| 愛德華茲縣   | 047      | 金斯利         | 1874 | 自凱厄瓦縣分設                                 | 以設立此縣的堪萨斯州参议員約翰·H·愛德華茲（John H. Edwards）命名                             | ED       | 2,979   | 622平方英里 （1,611平方公里）   | 標示出愛德華茲縣位置的地圖   |
| 艾克縣       | 049      | 霍華德         | 1875 | 自霍華德縣分設                                 | 艾克河，艾克溪的源頭位在此縣                                                                 | EK       | 2,720   | 648平方英里 （1,678平方公里）   | 標示出艾克縣位置的地圖       |
| 埃利斯縣     | 051      | 海斯           | 1867 | 源自未建制的地區                               | 以聯邦中尉、內戰時期傑出英雄喬治·埃利斯（George Ellis）命名                                  | EL       | 29,053  | 900平方英里 （2,331平方公里）   | 標示出埃利斯縣位置的地圖     |
| 埃爾斯沃思縣 | 053      | 埃爾斯沃思     | 1867 | 源自未建制的地區                               | 埃爾斯沃思堡，內戰時期的前哨站，位在此地區內                                                 | EW       | 6,494   | 716平方英里 （1,854平方公里）   | 標示出埃爾斯沃思縣位置的地圖 |
| 芬尼縣       | 055      | 加登城         | 1883 | 自阿拉珀霍縣、格蘭特縣、卡尼縣、塞闊雅縣分設   | 以堪薩斯州第10任副州長大衛·W·芬尼（David W. Finney）命名                                     | FI       | 37,200  | 1,300平方英里 （3,367平方公里） | 標示出芬尼縣位置的地圖       |
| 福特縣       | 057      | 道奇城         | 1867 | 源自未建制的地區                               | 以美國內戰時期的軍官詹姆斯·H·福特命名                                                        | FO       | 34,752  | 1,099平方英里 （2,846平方公里） | 標示出福特縣位置的地圖       |
| 富蘭克林縣   | 059      | 渥太華         | 1855 | 最早的36縣之一                                 | 以演說家、作家、學者以及美國建國之父本傑明·富蘭克林命名                                      | FR       | 25,906  | 574平方英里 （1,487平方公里）   | 標示出富蘭克林縣位置的地圖   |
| 吉里縣       | 061      | 章克申城       | 1855 | 最早的36縣之一（前稱戴維斯縣）                 | 以在內戰時期主要攻打堪薩斯州和密蘇里州，後來成為堪薩斯州領地州長的聯邦軍官約翰·懷特·吉里命名 | GE       | 38,013  | 384平方英里 （995平方公里）     | 標示出吉里縣位置的地圖       |
| 戈夫縣       | 063      | 戈夫城         | 1868 | 源自未建制的地區                               | 以內戰時期的堪薩斯州第十一志願騎兵團團長格林威爾·L·戈夫（Grenville L. Gove）命名             | GO       | 2,729   | 1,072平方英里 （2,776平方公里） | 標示出戈夫縣位置的地圖       |
| 葛蘭姆縣     | 065      | 希爾城         | 1867 | 源自未建制的地區                               | 以聯邦上尉、南北戰爭英雄約翰·L·葛蘭姆（John L. Graham）命名                                  | GH       | 2,578   | 898平方英里 （2,326平方公里）   | 標示出葛蘭姆縣位置的地圖     |
| 格蘭特縣     | 067      | 尤利西斯       | 1888 | 自芬尼縣、漢密爾頓縣分設                       | 以內戰時期的聯邦部隊總司令、美國第18任總統尤利西斯·辛普森·格兰特命名                         | GT       | 7,923   | 575平方英里 （1,489平方公里）   | 標示出格蘭特縣位置的地圖     |
| 格雷縣       | 069      | 錫馬龍         | 1887 | 自芬尼縣、福特縣分設                           | 以堪薩斯州農業部長阿爾弗雷德·格雷命名                                                        | GY       | 6,030   | 869平方英里 （2,251平方公里）   | 標示出格雷縣位置的地圖       |
| 格里利縣     | 071      | 特里比恩       | 1873 | 源自未建制的地區                               | 以《紐約論壇報》創辦人以及支持廢奴者霍勒斯·格里利命名                                        | GL       | 1,298   | 778平方英里 （2,015平方公里）   | 標示出格里利縣位置的地圖     |
| 格林伍德縣   | 073      | 尤里卡         | 1855 | 最早的36縣之一                                 | 以來自阿肯色州、提倡建立堪薩斯州的美國參議員阿爾弗雷德·B·格林伍德命名                        | GW       | 6,454   | 1,140平方英里 （2,953平方公里） | 標示出格林伍德縣位置的地圖   |
| 漢密爾頓縣   | 075      | 錫拉丘茲       | 1873 | 源自未建制的地區                               | 以美國第1任財政部長以及建國之父亚历山大·汉密尔顿命名                                         | HM       | 2,639   | 996平方英里 （2,580平方公里）   | 標示出漢密爾頓縣位置的地圖   |
| 哈珀縣       | 077      | 安東尼         | 1867 | 源自未建制的地區                               | 以聯邦軍士、南北戰爭英雄馬里昂·哈珀（Marion Harper）命名                                     | HP       | 5,911   | 802平方英里 （2,077平方公里）   | 標示出哈珀縣位置的地圖       |
| 哈維縣       | 079      | 牛頓           | 1872 | 自麥克弗森縣、塞奇威克縣、里諾縣               | 以堪薩斯州第5任州長詹姆斯·M·哈維命名                                                         | HV       | 34,852  | 539平方英里 （1,396平方公里）   | 標示出哈維縣位置的地圖       |
| 哈斯克爾縣   | 081      | 薩布萊特       | 1887 | 自芬尼縣、福特縣分設                           | 以來自堪薩斯州的美國眾議員達德利·蔡斯·哈斯克爾命名                                           | HS       | 4,256   | 577平方英里 （1,494平方公里）   | 標示出哈斯克爾縣位置的地圖   |
| 霍治曼縣     | 083      | 傑特莫爾       | 1867 | 源自未建制的地區（前稱哈格曼）                 | 以聯邦上尉、南北戰爭英雄阿莫斯·霍治曼（Amos Hodgman）命名                                    | HG       | 1,963   | 860平方英里 （2,227平方公里）   | 標示出霍治曼縣位置的地圖     |
| 杰克逊县     | 085      | 霍爾頓         | 1855 | 最早的36縣之一（前稱科曼奇縣）                 | 以美國第7任總統安德鲁·杰克逊命名                                                             | JA       | 13,449  | 657平方英里 （1,702平方公里）   | 標示出杰克逊县位置的地圖     |
| 傑佛遜縣     | 087      | 奧斯卡盧薩     | 1855 | 最早的36縣之一                                 | 以美國第3任總統以及建國之父托马斯·杰斐逊命名                                                 | JF       | 18,945  | 536平方英里 （1,388平方公里）   | 標示出傑佛遜縣位置的地圖     |
| 朱厄爾縣     | 089      | 曼凱托         | 1867 | 源自未建制的地區                               | 以聯邦上校、南北戰爭英雄路易斯·R·朱厄爾（Lewis R. Jewell）命名                               | JW       | 3,046   | 909平方英里 （2,354平方公里）   | 標示出朱厄爾縣位置的地圖     |
| 約翰遜縣     | 091      | 奧拉西         | 1855 | 最早的36縣之一                                 | 以堪薩斯州首批定居者之一的衛理公會传教士托馬斯·約翰遜命名                                    | JO       | 559,913 | 477平方英里 （1,235平方公里）   | 標示出約翰遜縣位置的地圖     |
| 卡尼縣       | 093      | 萊金           | 1887 | 自芬尼縣、漢密爾頓縣分設                       | 以美墨戰爭及內戰時期的美國將軍菲利普·卡尼命名                                                | KE       | 3,968   | 870平方英里 （2,253平方公里）   | 標示出卡尼縣位置的地圖       |
| 金曼縣       | 095      | 金曼           | 1872 | 自哈珀縣、里諾縣分設                           | 以堪薩斯州最高法院首席大法官塞繆爾·A·金曼（Samuel A. Kingman）命名                           | KM       | 7,863   | 864平方英里 （2,238平方公里）   | 標示出金曼縣位置的地圖       |
| 凱厄瓦縣     | 097      | 格林斯堡       | 1886 | 自科曼奇縣、愛德華茲縣分設                     | 以居住於此地區的原住民族基奧瓦族命名                                                         | KW       | 2,496   | 722平方英里 （1,870平方公里）   | 標示出凱厄瓦縣位置的地圖     |
| 拉貝特縣     | 099      | 奧斯韋戈       | 1867 | 自尼歐肖縣分設                                 | 以與當地人構成和平關係的法國毛皮獵人皮埃爾·拉貝特（Pierre La Bette）命名                     | LB       | 21,284  | 649平方英里 （1,681平方公里）   | 標示出拉貝特縣位置的地圖     |
| 雷恩縣       | 101      | 戴頓           | 1873 | 源自未建制的地區                               | 以來自堪薩斯州的美國參議員、「堪萨斯内战」時期的自由州居民詹姆斯·H·雷恩命名                  | LE       | 1,704   | 717平方英里 （1,857平方公里）   | 標示出雷恩縣位置的地圖       |
| 萊文沃思縣   | 103      | 萊文沃思       | 1855 | 最早的36縣之一                                 | 以在北美印第安战争時期於此地區中建立一座堡壘的將軍亨利·萊文沃思命名                          | LV       | 77,739  | 463平方英里 （1,199平方公里）   | 標示出萊文沃思縣位置的地圖   |
| 林肯縣       | 105      | 林肯森特       | 1867 | 源自未建制的地區                               | 以美國第16任總統亚伯拉罕·林肯命名                                                            | LC       | 3,174   | 719平方英里 （1,862平方公里）   | 標示出林肯縣位置的地圖       |
| 林縣         | 107      | 芒德城         | 1855 | 最早的36縣之一                                 | 以來自肯塔基州的美國參議員路易斯·費爾茲·林命名                                               | LN       | 9,441   | 599平方英里 （1,551平方公里）   | 標示出林縣位置的地圖         |
| 洛根縣       | 109      | 奧克利         | 1888 | 自華萊士縣（前稱聖約翰縣）分設                 | 以內戰時期著名聯邦大將、來自伊利諾伊州的美國參議員約翰·亞歷山大·洛根命名                     | LG       | 2,784   | 1,073平方英里 （2,779平方公里） | 標示出洛根縣位置的地圖       |
| 萊昂縣       | 111      | 恩波里亞       | 1855 | 最早的36縣之一（前稱布雷肯里奇縣）             | 以在內戰中首位被殺害的聯邦大將納撒尼爾·萊昂命名                                              | LY       | 33,748  | 851平方英里 （2,204平方公里）   | 標示出萊昂縣位置的地圖       |
| 馬里昂縣     | 115      | 馬里昂         | 1860 | 源自未建制的地區                               | 以美國獨立戰爭英雄弗朗西斯·馬里昂命名                                                        | MN       | 12,347  | 943平方英里 （2,442平方公里）   | 標示出馬里昂縣位置的地圖     |
| 馬歇爾縣     | 117      | 馬里斯維爾     | 1855 | 最早的36縣之一                                 | 以州議員弗蘭克·J·馬歇爾（Frank J. Marshall）命名                                             | MS       | 10,022  | 903平方英里 （2,339平方公里）   | 標示出馬歇爾縣位置的地圖     |
| 麥克弗森縣   | 113      | 麥克弗森       | 1867 | 源自未建制的地區                               | 以著名聯邦大將詹姆斯·麥克弗森·伯茲艾命名                                                     | MP       | 29,356  | 900平方英里 （2,331平方公里）   | 標示出麥克弗森縣位置的地圖   |
| 米德縣       | 119      | 米德           | 1885 | 自芬尼縣、福特縣、西沃德縣分設                 | 以內戰時期的聯邦大將乔治·米德命名，其著名的戰役為在蓋茨堡之役中擊敗邦聯軍                    | ME       | 4,396   | 978平方英里 （2,533平方公里）   | 標示出米德縣位置的地圖       |
| 邁阿密縣     | 121      | 佩奧拉         | 1855 | 最早的36縣之一（前稱萊金斯縣）                 | 以居住於此地區的原住民族邁阿密族命名                                                         | MI       | 32,612  | 577平方英里 （1,494平方公里）   | 標示出邁阿密縣位置的地圖     |
| 米切爾縣     | 123      | 伯洛伊特       | 1867 | 源自未建制的地區                               | 以聯邦大將、內戰時期英雄威廉·D·米切爾（William D. Mitchell）命名                             | MC       | 6,355   | 700平方英里 （1,813平方公里）   | 標示出米切爾縣位置的地圖     |
| 蒙哥馬利縣   | 125      | 獨立城         | 1867 | 自威爾遜縣分設                                 | 以革命戰爭英雄理查德·蒙哥马利命名                                                            | MG       | 34,459  | 645平方英里 （1,671平方公里）   | 標示出蒙哥馬利縣位置的地圖   |
| 摩里斯縣     | 127      | 康瑟爾格羅夫   | 1855 | 最早的36縣之一（前稱懷斯縣）                   | 以來自俄亥俄州的美國參議員以及支持廢奴者托馬斯·摩里斯命名                                    | MR       | 5,854   | 697平方英里 （1,805平方公里）   | 標示出摩里斯縣位置的地圖     |
| 莫頓縣       | 129      | 埃爾克哈特     | 1886 | 自西沃德縣分設                                 | 以印第安納州州長以及支持廢奴者奥利弗·哈泽德·佩里·莫顿命名                                    | MT       | 3,169   | 730平方英里 （1,891平方公里）   | 標示出莫頓縣位置的地圖       |
| 尼馬哈縣     | 131      | 塞尼卡         | 1855 | 最早的36縣之一（前稱多恩縣）                   | 以流經此縣的河尼馬哈河命名                                                                   | NM       | 10,132  | 719平方英里 （1,862平方公里）   | 標示出尼馬哈縣位置的地圖     |
| 尼歐肖縣     | 133      | 伊利           | 1855 | 最早的36縣之一（前稱多恩縣）                   | 以流經此縣的河尼歐肖河命名                                                                   | NO       | 16,406  | 572平方英里 （1,481平方公里）   | 標示出尼歐肖縣位置的地圖     |
| 內斯縣       | 135      | 內斯城         | 1867 | 源自未建制的地區                               | 以內戰時期的堪薩斯州第七志願騎兵團下士諾亞·V·內斯（Noah V. Ness）命名                        | NS       | 3,068   | 1,075平方英里 （2,784平方公里） | 標示出內斯縣位置的地圖       |
| 諾頓縣       | 137      | 諾頓           | 1867 | 源自未建制的地區（前稱比靈斯，1873年－1879年） | 以聯邦上尉、南北戰爭英雄奧爾洛夫·諾頓（Orloff Norton）命名                                   | NT       | 5,612   | 878平方英里 （2,274平方公里）   | 標示出諾頓縣位置的地圖       |
| 歐塞奇縣     | 139      | 林登           | 1855 | 最早的36縣之一（前稱韋勒縣）                   | 以流經此縣的河歐塞奇河命名                                                                   | OS       | 16,142  | 704平方英里 （1,823平方公里）   | 標示出歐塞奇縣位置的地圖     |
| 奧斯伯恩縣   | 141      | 奧斯本         | 1867 | 源自未建制的地區                               | 以聯邦士兵、南北戰爭英雄文森特·B·奧斯伯恩（Vincent B. Osborne）命名                          | OB       | 3,806   | 893平方英里 （2,313平方公里）   | 標示出奧斯伯恩縣位置的地圖   |
| 渥太華縣     | 143      | 明尼阿波利斯   | 1860 | 源自未建制的地區                               | 以居住於此地區的原住民族渥太華族命名                                                         | OT       | 6,072   | 721平方英里 （1,867平方公里）   | 標示出渥太華縣位置的地圖     |
| 波尼縣       | 145      | 拉尼德         | 1867 | 源自未建制的地區                               | 以居住於此地區的原住民族波尼族命名                                                           | PN       | 6,928   | 754平方英里 （1,953平方公里）   | 標示出波尼縣位置的地圖       |
| 菲利普斯縣   | 147      | 菲利普斯堡     | 1867 | 源自未建制的地區                               | 以設立此縣的州議員威廉·菲利普斯命名，他後來成為美國眾議員                                    | PL       | 5,519   | 886平方英里 （2,295平方公里）   | 標示出菲利普斯縣位置的地圖   |
| 波特瓦特米縣 | 149      | 威斯特摩蘭     | 1857 | 自卡爾洪縣、賴利縣分設                         | 以居住於此地區的原住民族威斯特摩蘭族命名                                                     | PT       | 22,302  | 844平方英里 （2,186平方公里）   | 標示出波特瓦特米縣位置的地圖 |
| 普拉特縣     | 151      | 普拉特         | 1867 | 源自未建制的地區                               | 以聯邦中將、南北戰爭英雄迦勒·普拉特（Caleb Pratt）命名                                       | PR       | 9,728   | 735平方英里 （1,904平方公里）   | 標示出普拉特縣位置的地圖     |
| 羅林斯縣     | 153      | 阿特伍德       | 1873 | 源自未建制的地區                               | 以內戰時期傑出的聯邦大將約翰·羅林斯·亞倫命名                                                 | RA       | 2,560   | 1,070平方英里 （2,771平方公里） | 標示出羅林斯縣位置的地圖     |
| 里諾縣       | 155      | 哈欽森         | 1867 | 源自未建制的地區                               | 以內戰時期傑出的聯邦大將傑西·L·里諾命名                                                      | RN       | 64,438  | 1,254平方英里 （3,248平方公里） | 標示出里諾縣位置的地圖       |
| 里帕布利克縣 | 157      | 貝爾維爾       | 1868 | 自華盛頓縣分設                                 | 以流經此縣的河里帕布利克河命名                                                               | RP       | 4,858   | 716平方英里 （1,854平方公里）   | 標示出里帕布利克縣位置的地圖 |
| 賴斯縣       | 159      | 萊昂斯         | 1867 | 源自未建制的地區                               | 以內戰時期傑出的聯邦大將塞繆爾·A·賴斯命名                                                    | RC       | 9,985   | 727平方英里 （1,883平方公里）   | 標示出賴斯縣位置的地圖       |
| 賴利縣       | 161      | 曼哈頓         | 1855 | 最早的36縣之一                                 | 以美墨戰爭英雄貝內特·C·萊利命名                                                              | RL       | 75,508  | 610平方英里 （1,580平方公里）   | 標示出賴利縣位置的地圖       |
| 魯克斯縣     | 163      | 斯托克頓       | 1867 | 源自未建制的地區                               | 以內戰時期的堪薩斯州第十一志願騎兵團列兵約翰·C·魯克斯（John C. Rooks）命名                   | RO       | 5,223   | 888平方英里 （2,300平方公里）   | 標示出魯克斯縣位置的地圖     |
| 拉什縣       | 165      | 拉克羅斯       | 1867 | 源自未建制的地區                               | 以聯邦上尉、南北戰爭英雄亞歷山大·拉什（Alexander Rush）命名                                  | RH       | 3,220   | 718平方英里 （1,860平方公里）   | 標示出拉什縣位置的地圖       |
| 拉塞爾縣     | 167      | 拉塞爾         | 1867 | 源自未建制的地區                               | 以聯邦上尉、南北戰爭英雄阿爾瓦·P·拉塞爾（Alva P. Russell）命名                               | RS       | 6,946   | 885平方英里 （2,292平方公里）   | 標示出拉塞爾縣位置的地圖     |
| 薩林縣       | 169      | 薩萊納         | 1860 | 源自未建制的地區                               | 以流經此縣的河薩林河命名                                                                     | SA       | 55,988  | 720平方英里 （1,865平方公里）   | 標示出薩林縣位置的地圖       |
| 斯科特縣     | 171      | 斯科特城       | 1873 | 源自未建制的地區                               | 以美墨戰爭英雄、總統落選人温菲尔德·斯科特命名                                                | SC       | 4,937   | 718平方英里 （1,860平方公里）   | 標示出斯科特縣位置的地圖     |
| 塞奇威克縣   | 173      | 威奇托         | 1867 | 自巴特勒縣分設                                 | 以在內戰中被殺害的聯邦大將約翰·塞奇威克命名                                                  | SG       | 503,889 | 1,000平方英里 （2,590平方公里） | 標示出塞奇威克縣位置的地圖   |
| 蘇厄德縣     | 175      | 利伯勒爾       | 1873 | 源自未建制的地區                               | 以美国国务卿威廉·H·苏厄德命名                                                                | SW       | 23,547  | 640平方英里 （1,658平方公里）   | 標示出蘇厄德縣位置的地圖     |
| 肖尼縣       | 177      | 托皮卡         | 1855 | 最早的36縣之一                                 | 以居住於此地區的原住民族肖尼族命名                                                           | SN       | 178,991 | 550平方英里 （1,424平方公里）   | 標示出肖尼縣位置的地圖       |
| 謝里敦縣     | 179      | 霍克西         | 1873 | 源自未建制的地區                               | 以內戰時期傑出的聯邦大將菲利普·谢里登命名                                                    | SD       | 2,538   | 896平方英里 （2,321平方公里）   | 標示出謝里敦縣位置的地圖     |
| 謝爾曼縣     | 181      | 古德蘭         | 1873 | 源自未建制的地區                               | 以內戰時期傑出的聯邦大將威廉·特库姆塞·舍曼命名                                               | SH       | 6,113   | 1,056平方英里 （2,735平方公里） | 標示出謝爾曼縣位置的地圖     |
| 史密斯縣     | 183      | 史密斯森特     | 1867 | 源自未建制的地區                               | 以聯邦少校、南北戰爭英雄J·史密斯·納爾遜（J. Nelson Smith）命名                               | SM       | 3,765   | 896平方英里 （2,321平方公里）   | 標示出史密斯縣位置的地圖     |
| 斯塔福德縣   | 185      | 聖約翰         | 1867 | 源自未建制的地區                               | 以聯邦上尉、南北戰爭英雄路易斯·斯塔福德（Lewis Stafford）命名                                | SF       | 4,358   | 792平方英里 （2,051平方公里）   | 標示出斯塔福德縣位置的地圖   |
| 斯坦頓縣     | 187      | 約翰遜城       | 1887 | 自漢密爾頓縣分設                               | 以內戰時期的美国战争部长埃德温·M·斯坦顿命名                                                  | ST       | 2,175   | 680平方英里 （1,761平方公里）   | 標示出斯坦頓縣位置的地圖     |
| 史蒂文斯縣   | 189      | 雨果頓         | 1886 | 自西沃德縣分設                                 | 以來自宾夕法尼亚州的美國參議院、美國重建時期政治領導者撒迪厄斯·史蒂文斯命名                  | SV       | 5,756   | 728平方英里 （1,886平方公里）   | 標示出史蒂文斯縣位置的地圖   |
| 索姆奈縣     | 191      | 惠靈頓         | 1867 | 自巴特勒縣分設                                 | 以來自麻薩諸塞州的美國參議院、美國重建時期政治領導者查爾斯·索姆奈命名                        | SU       | 23,674  | 1,182平方英里 （3,061平方公里） | 標示出索姆奈縣位置的地圖     |
| 托馬斯縣     | 193      | 科爾比         | 1873 | 源自未建制的地區                               | 以內戰時期傑出的聯邦大將喬治·亨利·托馬斯命名                                                 | TH       | 7,941   | 1,075平方英里 （2,784平方公里） | 標示出托馬斯縣位置的地圖     |
| 特里戈縣     | 195      | 沃基尼         | 1867 | 源自未建制的地區                               | 以聯邦上尉、南北戰爭英雄埃德加·P·特里戈（Edgar P. Trego）                                    | TR       | 2,986   | 888平方英里 （2,300平方公里）   | 標示出特里戈縣位置的地圖     |
| 沃邦西縣     | 197      | 阿爾馬         | 1855 | 最早的36縣之一（前稱理查森縣）                 | 以波塔瓦托米人印第安部落酋長沃邦西酋長命名                                                   | WB       | 7,039   | 798平方英里 （2,067平方公里）   | 標示出沃邦西縣位置的地圖     |
| 華萊士縣     | 199      | 沙倫斯普林斯   | 1868 | 源自未建制的地區                               | 以內戰時期傑出的聯邦大將W·H·L·華萊士命名                                                     | WA       | 1,517   | 914平方英里 （2,367平方公里）   | 標示出華萊士縣位置的地圖     |
| 華盛頓縣     | 201      | 華盛頓         | 1857 | 源自未建制的地區                               | 以美國首任總統、美國國父乔治·华盛顿命名                                                      | WS       | 5,758   | 898平方英里 （2,326平方公里）   | 標示出華盛頓縣位置的地圖     |
| 威奇托縣     | 203      | 利奧泰         | 1873 | 源自未建制的地區                               | 以居住於此地區的原住民族威奇托族命名                                                         | WH       | 2,256   | 719平方英里 （1,862平方公里）   | 標示出威奇托縣位置的地圖     |
| 威爾遜縣     | 205      | 弗里多尼亞     | 1855 | 最早的36縣之一                                 | 以聯邦上校、南北戰爭英雄希爾羅·T·威爾遜（Hiero T. Wilson）命名                               | WL       | 9,105   | 574平方英里 （1,487平方公里）   | 標示出威爾遜縣位置的地圖     |
| 伍德森縣     | 207      | 耶茨森特       | 1855 | 最早的36縣之一                                 | 以堪薩斯州領地州長丹尼爾·伍德森命名                                                          | WO       | 3,278   | 501平方英里 （1,298平方公里）   | 標示出伍德森縣位置的地圖     |
| 懷恩多特縣   | 209      | 堪薩斯城       | 1859 | 自萊文沃思縣、傑克遜縣分設                     | 以居住於此地區的原住民族懷恩多特族命名                                                       | WY       | 159,129 | 151平方英里 （391平方公里）     | 標示出懷恩多特縣位置的地圖   |

## 已廢除的縣份
| 縣         | 英語       | 存在期間       | 說明                                                                | 資料來源 |
| ---------- | ---------- | -------------- | ------------------------------------------------------------------- | -------- |
| 華盛頓縣   | Washington | 1855年－1857年 | 最早的36縣之一。                                                    | [ 8 ]    |
| 西沃德縣   | Seward     | 1861年－1867年 | 原為戈德弗魯（Godfroy）的一部分。1867年併入至格林伍德縣及霍華德縣。 | [ 9 ]    |
| 戈弗雷縣   | Godfrey    | 1855年－1861年 | 最早的36縣之一。1861年更名為西沃德縣。                              | [ 10 ]   |
| 亨特縣     | Hunter     | 1855年－1864年 | 最早的36縣之一。1864年併入至巴特勒縣。                              | [ 11 ]   |
| 歐文縣     | Irving     | 1860年－1864年 | 自亨特縣分設的縣份。1864年併入至巴特勒縣。                          | [ 12 ]   |
| 奧托縣     | Otoe       | 1860年－1864年 | 源自未建制的地區。1864年併入至巴特勒縣。                            | [ 13 ]   |
| 雪莉縣     | Shirley    | 1860年－1865年 | 源自未建制的地區。1865年併入至華盛頓縣。                            | [ 14 ]   |
|            | Peketon    | 1860年－1865年 | 源自未建制的地區，1865年降為未建制地區。                            | [ 15 ]   |
| 麥迪遜縣   | Madison    | 1855年－1861年 | 最早的36縣之一。1861年併入至布雷肯里奇縣及格林伍德縣。              | [ 16 ]   |
| 霍華德縣   | Howard     | 1867年－1875年 | 自西沃德縣和巴特勒縣分設的縣份。1875年併入至肖托夸縣及艾克縣。      | [ 17 ]   |
| 阿拉珀霍縣 | Arapahoe   | 1873年－1883年 | 源自未建制的地區。1883年併入至芬尼縣。                              | [ 18 ]   |
| 布法羅縣   | Buffalo    | 1873年－1881年 | 源自未建制的地區。1881年併入至格雷縣。                              | [ 19 ]   |
| 堪薩斯縣   | Kansas     | 1873年－1883年 | 源自未建制的地區。1883年併入至西沃德縣。                            | [ 20 ]   |
| 塞闊雅縣   | Sequoyah   | 1873年－1883年 | 源自未建制的地區。1883年併入至芬尼縣。                              | [ 21 ]   |
| 加菲爾德縣 | Garfield   | 1887年－1893年 | 自芬尼縣和霍奇曼縣分設的縣份。今屬芬尼縣轄下鎮區。                  | [ 22 ]   |
| 比靈斯縣   | Billings   | 1873年－1874年 | 自諾頓縣分設的縣份，隔年併入至諾頓縣。                              | [ 23 ]   |

## 腳註
1. ↑  英語前稱Browne，而Brown和Browne皆譯「布朗」。

## 外部連結
- The Establishment of Counties in Kansas—Maps and text transcribed from Transactions of the Kansas State Historical Society, 1903-1904.